# Списък на реките в Аляска
Списъкът на реките в Аляска включва основните реки, които текат в щата Аляска, Съединените американски щати.
Реките и потоците в Аляска се вливат главно в 3 водосборни басейна. В по-голямата част от щата реките се вливат в Берингово море и Аляския залив, а най-северната част се отводнява в Северния ледовит океан.

## По водосборен басейн
Северен ледовит океан
- Колвил

Берингово море
- Ноатак
- Кобук
- Юкон
  - Коюкук
  - Поркюпайн
  - Танана
- Кускокуюм

Аляски залив
- Суситна
- Купър Ривър

## По азбучен ред
- Кобук
- Колвил
- Коюкук
- Купър Ривър
- Кускокуюм
- Ноатак
- Поркюпайн
- Суситна
- Танана
- Юкон